# Papestra taunensis
Papestra taunensis là một loài bướm đêm trong họ Noctuidae.